# Pfarrkirche Pernegg an der Mur

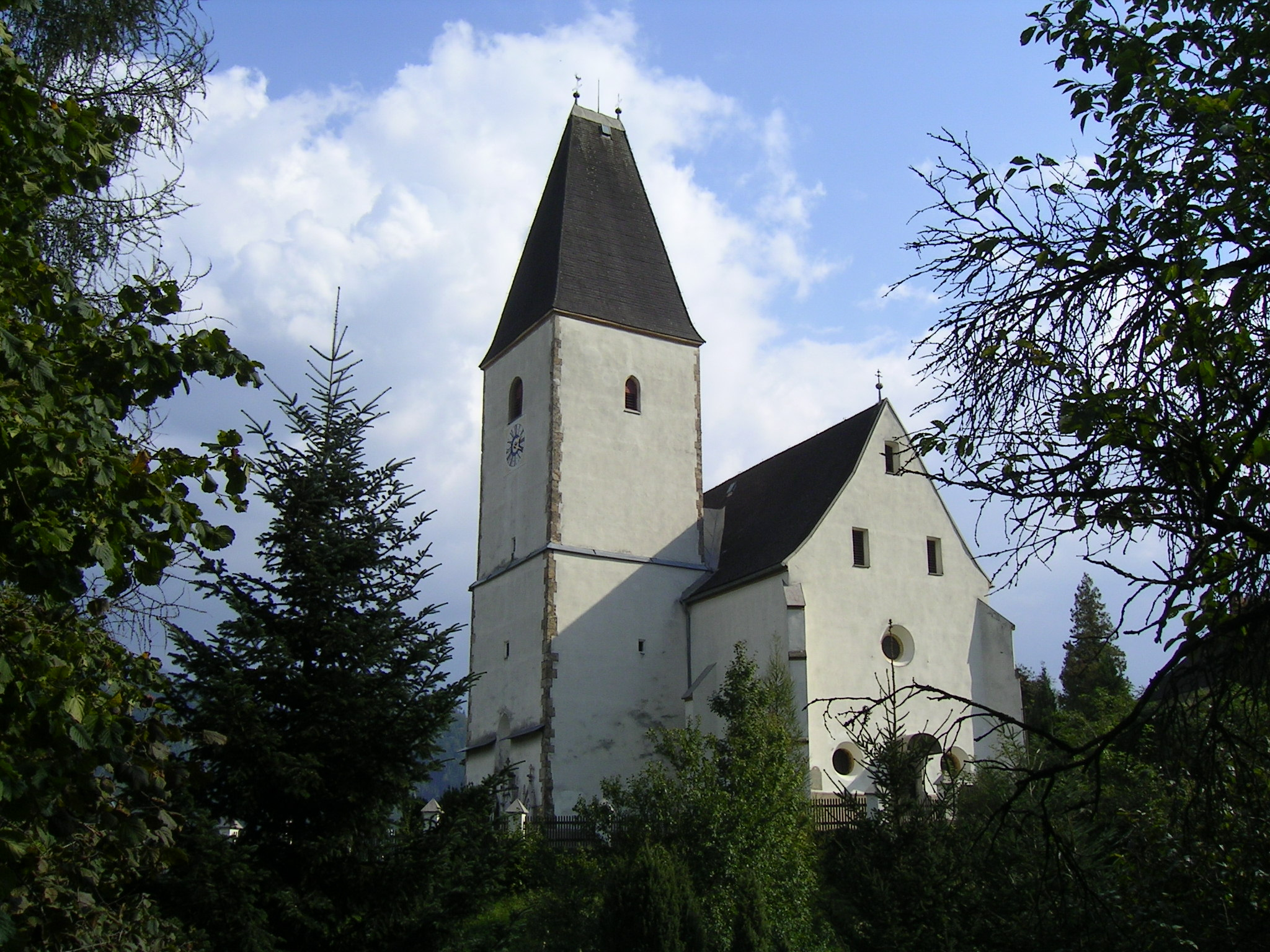
Katholische Pfarrkirche hl. Maximilian in Pernegg an der Mur

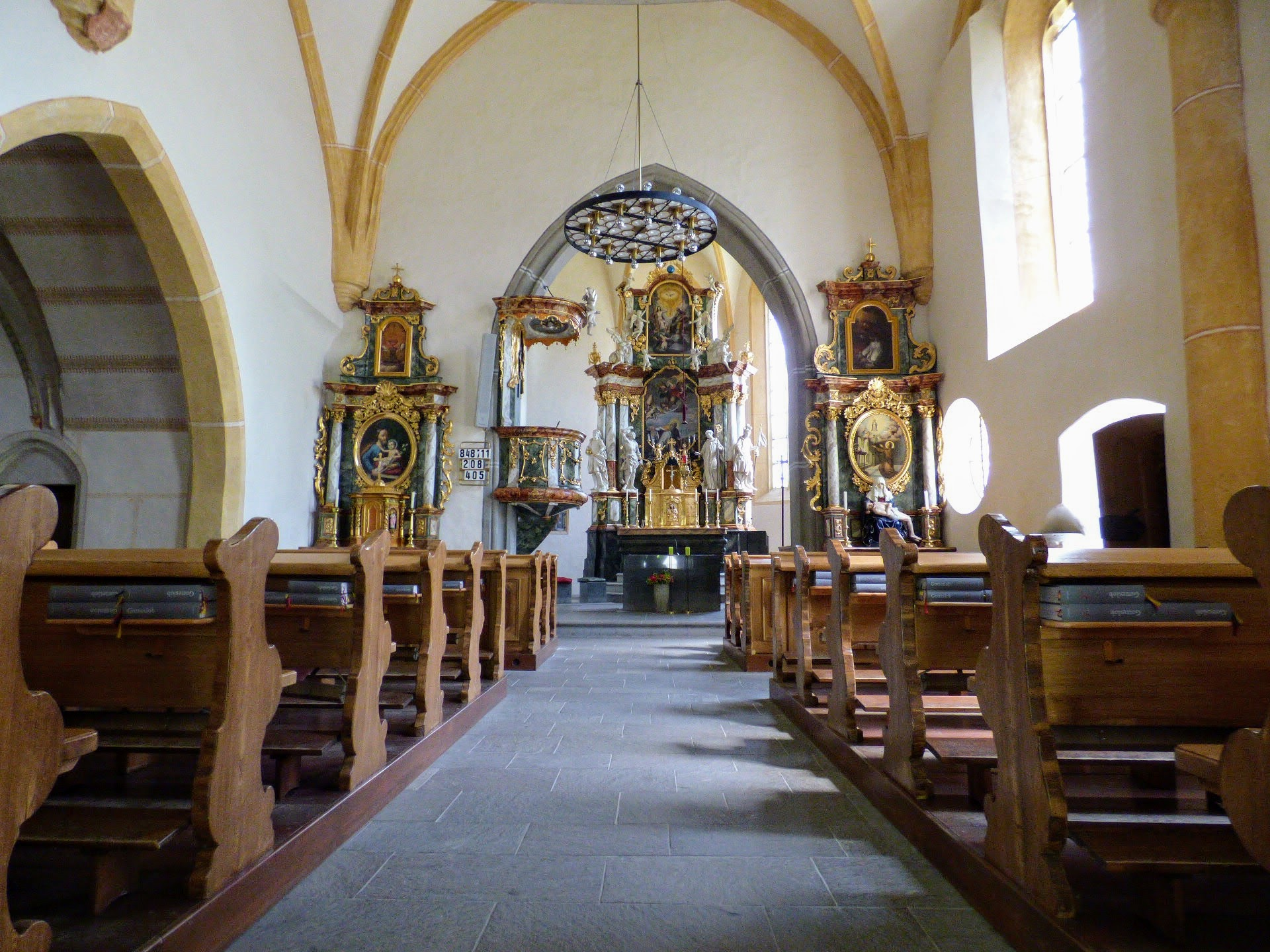
Langhaus, Blick zum etwas nach Süden geknickten Chor, links die Öffnung der Turmkapelle

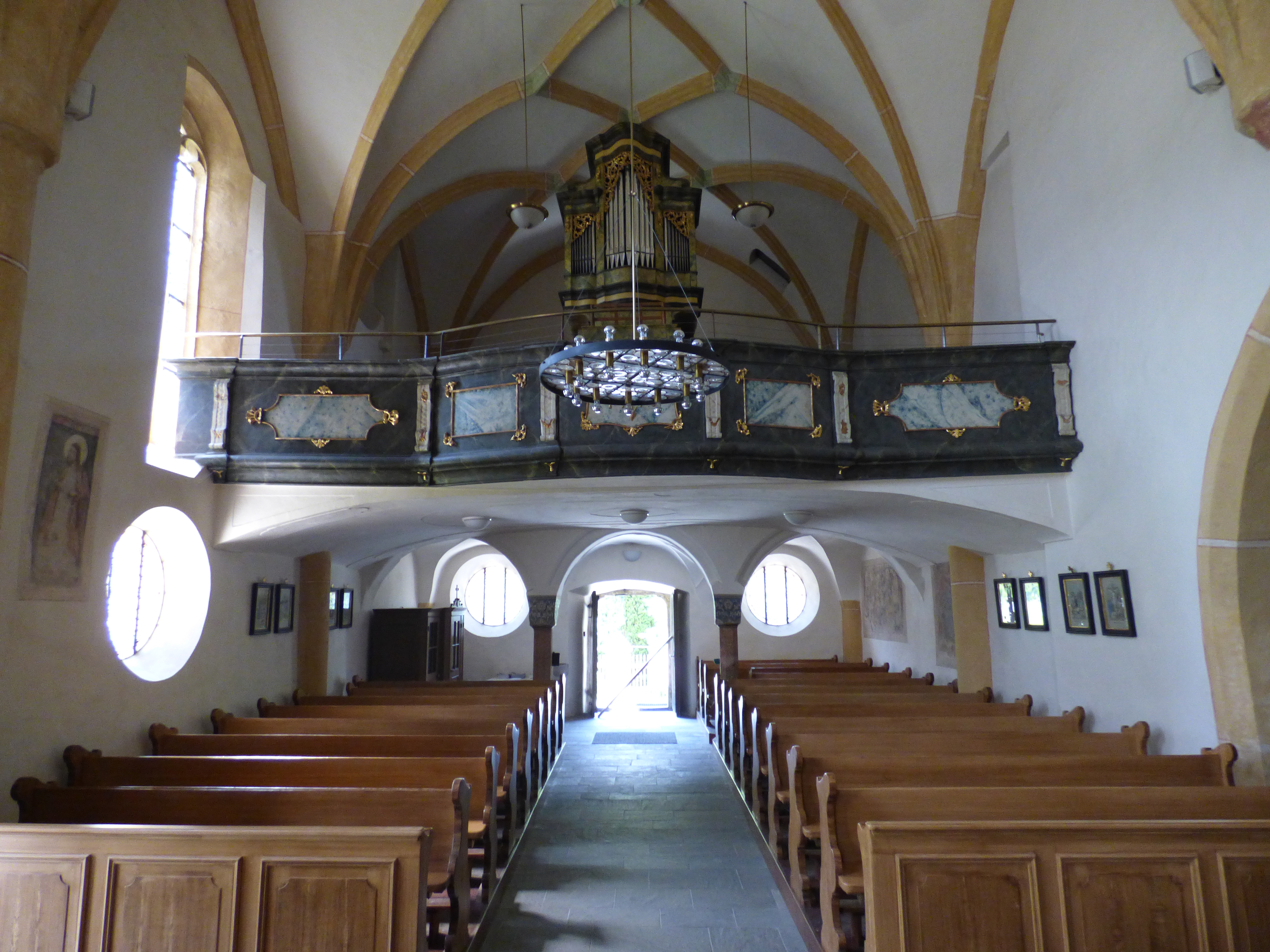
Langhaus, Blick zur Empore

Die Pfarrkirche Pernegg an der Mur steht auf einer Anhöhe über dem Dorf Kirchdorf in der Gemeinde Pernegg an der Mur im Bezirk Bruck-Mürzzuschlag in der Steiermark. Die dem Patrozinium hl. Maximilian unterstellte römisch-katholische Pfarrkirche gehört zum Dekanat Bruck an der Mur (Seelsorgeraum Bruck an der Mur) in der Diözese Graz-Seckau. Die Kirche steht unter Denkmalschutz (Listeneintrag).

## Geschichte
Urkundlich wurde um 1125 eine Kirche genannt.

## Architektur
Das Kirchenäußere zeigt beim Langhaus und am Chor abgetreppte Strebepfeiler und Maßwerkfenster. Am Westjoch der Langhaussüdwand steht außen ein runder Treppenturm. Das Süd- und Westportal ist schulterbogig. Das Westportal nennt Meister Jakob Belant 1556. Der mächtige spätgotische Turm steht nördlich am Ostjoch des Langhauses und trägt ein Keildach.
Das Kircheninnere zeigt ein im Kern romanisches dreijochiges Langhaus unter einem wohl gotischen Netzrippengewölbe mit Zweiparallelrippen auf Halbkreisdiensten und runden Schlusssteinen. Die bemerkenswerte dreiachsige netzrippenunterwölbte Westempore wohl um 1556 steht auf Achteckpfeilern, die vorgelegte Rokoko-Empore, in der Mitte vorschwingend, entstand im dritten Viertel des 18. Jahrhunderts. Die nördliche Turmkapelle ist zum Langhaus geöffnet, die Kapelle wie auch das Läuthaus sind kreuzrippengewölbt. Der eingezogene Triumphbogen ist eingezogen. Der einjochige Chor aus dem 14. Jahrhundert, etwas nach Süden verschoben und wohl mit Achsknick, hat einen Fünfachtelschluss und ein Kreuzrippengewölbe auf Dreivierteldiensten mit Kelchkapitellen und runden Schlusssteinen  Im Chor gibt es zwei gotische Sakramentshäuschen, eine Sitznische, eine Emporenöffnung und ein spitzbogiges Sakristeiportal.
Das Langhaus zeigt Fresken thronende Maria mit Kind und Heiligen und Schutzmantelmadonna um 1482.

## Ausstattung
Der Hochaltar mit weißgefaßten Statuen entstand um 1770/1780, er zeigt das Altarbild hl. Maximilian und im Oberbild die Heilige Dreifaltigkeit aus der Mitte des 17. Jahrhunderts. Die Seitenaltäre entstanden um 1720.
Es gibt gotische Holzstatuen, Maria mit Kind um 1430, Predella-Relief, Grablegung, sitzende Maria mit erhobenen Händen um 1515, Schmerzensmannbüste um 1520, teils in Verwahrung.
Der Altar der Turmkapelle ist neugotisch, der ebendort stehende zehneckige Taufstein ist spätgotisch, er trägt einen barocken Aufsatz.
Die spätbarocke Orgel entstand um 1780.